# Тейшейра, Гонсалу
Гонсалу Филипе Карму Тейшейра (порт. Gonçalo Filipe Carmo Teixeira; род. 24 ноября 1999, Фару, Фару) — португальский футболист, полузащитник казахстанского клуба «Женис».

## Карьера
Футбольную карьеру начал в составе клуба «Лулетану».
1 июля 2020 года подписал контракт с клубом «Эсперанса ди Лагуш».
1 июля 2024 года перешёл в румынский клуб «Политехника» Яссы. 13 июля 2024 года в матче против клуба «Сепси» дебютировал в чемпионате Румынии. 28 августа 2024 года в матче против клуба «Конкордия» Кьяжна дебютировал в кубке Румынии.
6 марта 2025 года стал игроком казахстанского клуба «Женис».

## Клубная статистика
| Игровая карьера | Игровая карьера    | Игровая карьера | Лига | Лига | Кубки | Кубки | Межд. | Межд. | Др. | Др. |
| --------------- | ------------------ | --------------- | ---- | ---- | ----- | ----- | ----- | ----- | --- | --- |
| 2017/18         | Лулетану           | Г               | 15   | 5    | —     | —     | —     | —     | —   | —   |
| 2019/20         | Эсперанса ди Лагуш | Г               | 10   | 0    | —     | —     | —     | —     | —   | —   |
| 2020/21         | Эсперанса ди Лагуш | Г               | 19   | 0    | —     | —     | —     | —     | —   | —   |
| 2021/22         | Вильяверденсе      | Г               | 21   | 2    | 1     | 0     | —     | —     | —   | —   |
| 2022/23         | Вильяверденсе      | В               | 17   | 3    | 4     | 2     | —     | —     | —   | —   |
| 2023/24         | Вильяверденсе      | Б               | 34   | 2    | 3     | 1     | —     | —     | —   | —   |
| 2024/25         | Политехника (Яссы) | А               | 9    | 2    | 4     | 1     | —     | —     | —   | —   |
| 2025            | Женис              | А               | 0    | 0    | —     | —     | —     | —     | —   | —   |